# 論争術
論争術（ろんそうじゅつ、希: εριστική, エリスティケー、英: eristic）とは、古代ギリシアにおける論争・議論・討論で相手を言い負かす技術のこと。今日で言うところの「ディベート」の技術に相当する。争論術、問答競技とも訳される。
「不和・争い」「口論・論争」を意味する「エリス」（希: ερις）から派生した語であり、下述するように、プラトン等の著作で言及されている。
類似・関連した概念に反論術（はんろんじゅつ、希: αντιλογική, antilogikē, アンティロギケー）があり、こちらもプラトンの『国家』（第5巻 454Asqq.）、『テアイテトス』（164Csqq.）等で言及されている。

## 歴史
古代ギリシアにおいては、この論争術（エリスティケー）は、弁論術（レートリケー）と共に、処世の術としてソフィスト達の教育科目の1つであった。
プラトンは、初期の対話篇『エウテュデモス』にて、この論争術（エリスティケー）を主題的に扱い、批判している。また、後期の対話篇『ソピステス』の冒頭でも、エレアからの客人に対して、論争術（エリスティケー）の使い手なのではないかと、ソクラテスに猜疑の視線を送らせており、また、同書の議論で最終的に「ソフィストの技術（ソピスティケー）」として認定・言及されるのも、この論争術（エリスティケー）である。プラトンにとっては、弁証術（ディアレクティケー）のみが唯一正当な言論（ロゴス）の技術（テクネー）であり、論争術（エリスティケー）や弁論術（レートリケー）は批判の対象であった。
アリストテレスは、『オルガノン』内の『トピカ』や『詭弁論駁論』の冒頭で、推論に関して、
- 真なる前提から始まる論証的（apodictic）な推論 : 『分析論前書』『分析論後書』
- 通念を前提とする弁証的（dialectic）な推論 : 『トピカ』
- みせかけの通念を前提とする論争的（eristic）な推論 : 『詭弁論駁論』

といった分類を提示しており、論争術は、師プラトンと同じく、「詭弁」（希: σοφιστική、英: sophism）とほぼ同義に扱っている。

## 補足
なお、同じく古代ギリシアに端を発する似たような意味の語として、「論争（術）」（希: πολεμικός, ポレミコス、英: polemic）がある。こちらは「戦争」を意味する「ポレモス」（希: πόλεμος）が語源となっている。英語でpolemicが「論客」を意味することからも分かるように、こちらは技術よりも、相手を言い負かす姿勢や総合的能力を指すニュアンスが強い。